# Michal František Pometlo
Michal František Pometlo (18. října 1935, Přibyslav – 20. srpna 2019, Praha) byl český římskokatolický kněz, františkán a kostelník; politický vězeň komunistického režimu.
Pro svou činnost mezi mládeží byl odsouzen k jednoročnímu trestu odnětí svobody (1963–1963). V rámci „Akce Vír“ byl roku 1983 držen čtyři měsíce ve vazbě.